# Draševo
Draševo je naziv za visoravan i manje krško polje na planini Raduši, Bosna i Hercegovina.
Nalazi se na 1147 do 1224 metra nadmorske visine, sjeverozapadno od Prozora. Područje Draševa okružuju: na sjeveru uzvisina Grudica (1403 m), na istoku Sajina planina (1374 m), na jugu izdužena uzvisina Rat (1153 m), na zapadu i jugozapadu Plišavica odnosno Komar (1599 m) te sa sjeverozapada Velika kosa (1437 m). Područje Draševa prekrivaju brojne škrape, kamenice, uvale i ponikve. Na Draševu nema izvora ni vodotoka.
Do početka 20. stoljeća Draševo se nazivalo Jaklićkom planinom. Kako je svako ramsko selo imalo svoju "planinu" tako su Jaklići, Družinovići i Šlimac imali svoju "planinu" na Draševu. U to vrijeme, u stanovima i stajama ljudi su boravili tijekom ljetne sezona, a zimu bi provodili u selima. Kasnije su pojedini boravili i tijekom cijele godine baveći se stočarstvom i poljoprivredom. Takav način života stanovnici su postupno napuštali iza kojih je ostalo mnogo starih objekata. Danas je dio njih obnovljen i služi kao kuće za odmor i vikendice.
Na Draševo se može doći iz dva smjera, iz smjera Jaklića i iz smjera Makljena.